# Vellev
Vellev er en lille landsby i Østjylland med 211 indbyggere i byområdet (2023) beliggende i Vellev Sogn i den vestligste del af Favrskov Kommune i Region Midtjylland. Den ligger midt mellem Langå og Ulstrup med 3 kilometer til hver af byerne. Landsbyen er bygget op omkring tre omdrejningspunkter, nemlig kirken, skolen og idrætsforeningen. Udover disse har landsbyen også en aktiv borgerforening med et ofte anvendt forsamlingshus.
Skolen har 83 elever fordelt på 7 klassetrin, fra børnehaveklasse til 6. klasse.  De fleste af eleverne stammer fra enten byen selv, Hvorslev, de omkringliggende landbrug og bebyggelser. Favrskov Kommune besluttede at lukke Vellev Skole i midten af 2013 , hvorefter skolen blev omdannet til en friskole.

## Om landsbyen
Vellev er en af de få landsbyer, der har bevaret sin forte, som i dag bliver brugt som idrætsområde og som skolens legeplads.
Tidligere havde byen et relativt stort forretningsliv med bank (filial), bageri, brugsforening, skomager, smedje, mejeri og Multikøb webshop. Den tidligere brugsforening er siden blevet ombygget til et galleri. Mejeriet var igennem mange år byen største arbejdsplads, hvor der blandt andet blev fremstillet en særlig grubeost, som efter fremstillingen blev transporteret til modning i Mønsted Kalkgruber. Mejeriet er nu også nedlagt og bygningerne er jævnet med jorden, og efter en periode, hvor man fra forskellig side søgte nye anvendelsesmuligheder, blandt andet egnsteater og udvidelse af skolens idrætshal, er mejerikomplekset nu nedrevet. Med undtagelse af galleriet er byens forretningsliv nu praktisk talt ikke-eksisterende.
Før kommuneomlægningen i 2007 hørte Vellev under Hvorslev Kommune og Viborg Amt.

## Galleri
- Vellev i horisonten
- Friskolen Vellev
- Forten
- Galleri Corner